# Zahirea, Zboriv
Zahirea (în ucraineană Загір'я) este o comună în raionul Zboriv, regiunea Ternopil, Ucraina, formată numai din satul de reședință. Satul este situat în nord-estul regiunii istorice Galiția.

## Demografie
Componența lingvistică a comunei Zahirea
     Ucraineană (99,84%)
     Alte limbi (0,16%)
Conform recensământului din 2001, majoritatea populației comunei Zahirea era vorbitoare de ucraineană (99,84%), existând în minoritate și vorbitori de alte limbi.